# Kurt Böhme

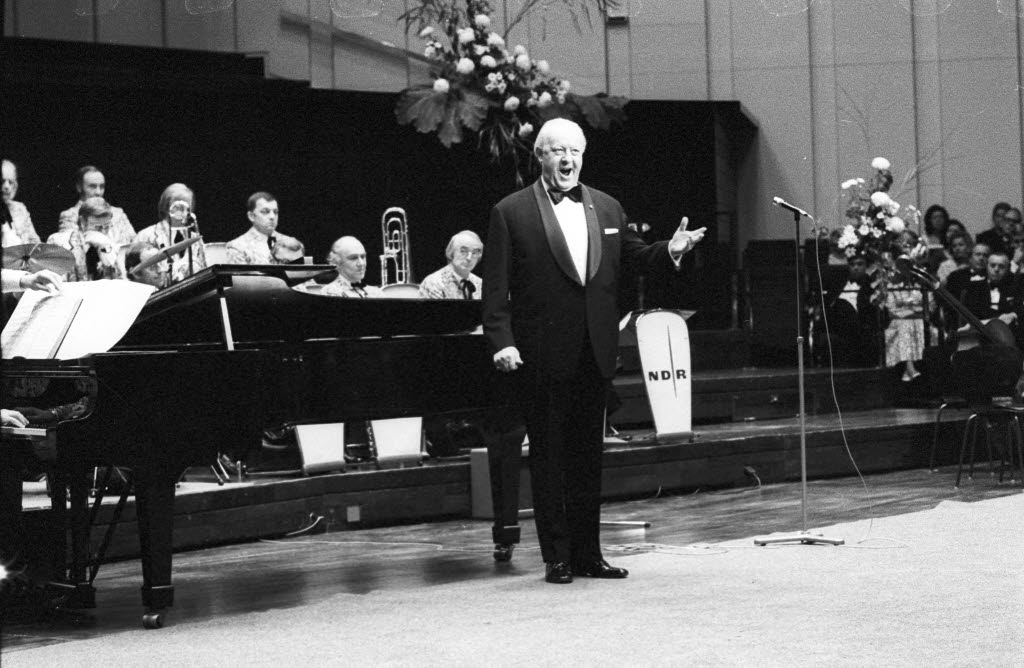
Kurt Böhme, 1974.

Kurt Böhme (Drezda, 1908. május 5. – München, 1989. december 20.) német operaénekes (basszus).

## Élete
Böhme a Drezda Konzervatóriumban tanult és 1930-ban Bautzenban debütált a Carl Maria von Weber A bűvös vadász című operájában.
1930 és 1950 között a Drezda Állami Operaház együttesének tagja volt.
1949-től a Müncheni Állami Operaházban énekelt.
Kurt Böhme 1989 végén szívelégtelenségben halt meg. Eltemetették a családi sírba München-Haidhausenban.

## Diszkográfia (válogatás)
- A bolygó hollandi,  Daland; Hamburg 1951
- Szöktetés a szerájból, Osmin
- Smetana: Az eladott menyasszony
- Peter Cornelius: Der Barbier von Bagdad; Köln 1951
- A rózsalovag, Bécs 1955

## Fordítás
- Ez a szócikk részben vagy egészben  a   Kurt Böhme (Sänger) című német Wikipédia-szócikk fordításán alapul.  Az eredeti cikk szerkesztőit annak laptörténete sorolja fel. Ez a jelzés csupán a megfogalmazás eredetét és a szerzői jogokat jelzi, nem szolgál a cikkben szereplő információk forrásmegjelöléseként.